# Andrew Divoff
Andrew Divoff est un acteur vénézuélien né le 2 juillet 1955 à San Tome au Venezuela.
Révélé par ses rôles dans des films d'horreur, notamment celui du djinn démoniaque dans les films Wishmaster et Wishmaster 2.
Au cinéma, il joue principalement des rôles de méchants dans L'École des héros, 48 Heures de plus, A Low Down Dirty Shame, Air Force One et Indiana Jones et le Royaume du crâne de cristal.
A la télévision, il tient le rôle de Mikhail Bakounine dans la série Lost : Les Disparus.
Il fait également plusieurs apparitions dans les séries : Walker, Texas Ranger, Nash Bridges, Alias, Nikita, Les Experts : Miami, New York, unité spéciale, Burn Notice, The Strain et Blacklist.

## Biographie
Né d'une mère vénézuélienne et d'un père russe, Andrew Divoff réside actuellement aux États-Unis. Il parle huit langues : anglais, espagnol, italien, français, allemand, catalan, portugais et russe. Il parlait également le roumain, mais il l'a oublié faute de gens avec qui parler.
Il a épousé l'actrice russe Raissa Danilova le 29 février 1992, mais ils ont divorcé depuis.

## Filmographie

### Cinéma
- 1990 : À la poursuite d'Octobre rouge
- 1990 : 48 heures de plus
- 1990 : La Créature du cimetière
- 1991 : L'École des héros
- 1992 : Interceptor
- 1993 : Running Cool
- 1994 : A Low Down Dirty Shame
- 1994 : Hong Kong 97
- 1995 : Magic Island
- 1996 : Adrénaline
- 1997 : Air Force One
- 1997 : Wishmaster
- 1999 : Wishmaster 2
- 1999 : Captured
- 2001 : Faust
- 2001 : Blue Hill Avenue
- 2007 : The Rage
- 2007 : Chicago Massacre
- 2008 : Indiana Jones et le Royaume du crâne de cristal
- 2010 : Cowboys from Hell 3-D (Black Friday 3-D)

### Télévision

#### Téléfilms
- 1999 : Mercenaires (Stealth Fighter)
- 2001 : Le Nettoyeur (Down 'n Dirty)

#### Séries télévisées
- 1992 : Highlander : Bryan Slade (saison 1, épisode 6)
- 1995 : Walker, Texas Ranger : (saison 4, épisode 2 / saison 6, épisode 19 et saison 9, épisode 5)
- 1996 : Highlander : Gabriel Larca (saison 5, épisode 8)
- 1996 : Agence Acapulco : Raven (saison 2, épisode 1 et 2)
- 1997 : Nash Bridges : (saison 3, épisode 7 et saison 6, épisode 4)
- 1997-1998 : Conan (série télévisée) : General Goroth
- 2005 : Alias : Lucien Nisard (saison 4, épisode 20 et 21)
- 2005 : JAG : (saison 10, épisode 15)
- 2006 : The Unit : Commando d'élite : (saison 1, épisode 4)
- 2006-2007 : Lost : Les Disparus  : Mikhaïl Bakounine (saisons 3 et 6)
- 2008 : Esprits criminels : Le père tueur (saison 4, épisode 13)
- 2008 : Burn Notice : Ivan (saison 2, épisode 4)
- 2008 : New York, unité spéciale : Andre Bushido (saison 10, épisode 7)
- 2010 : Les Experts : Miami : Ivan Sarnoff (saison 7, épisodes 4, 13, 19 et 25)
- 2013 : Nikita : Krieg (saison 3, épisode 13)
- 2014 : The Strain : Bishop (saison 1, épisode 1)
- 2015 : Blacklist : Karakurt (saison 3, épisodes 4, 6, 7, 8, 9 et 10)
- 2017 : Colony : Ambassadeur King (saison 2, épisode 11)

### Jeux vidéo
- 2008 : Command and Conquer : Alerte rouge 3 (voix)
- 2008 : Lost : Les Disparus, le jeu vidéo : Mikhaïl Bakounine (voix)
- 2010 : Call of Duty: Black Ops : Lev Kravchenko
- 2012 : Call of Duty: Black Ops II : Lev Kravchenko